# Saint-Privat-du-Dragon

Saint-Privat-du-Dragon este o comună în departamentul Haute-Loire, Franța. În 2009 avea o populație de 168 de locuitori.